# 김경태 (언론인)
김경태는 대한민국의 MBC 공영미디어연구소장이다.

## 경력
- 1994년 : MBC 공채 기자 입사
- MBC 사회부 기자
- MBC 경제부 기자
- 2008년 : MBC 보도국 국제부 베이징특파원
- 2013년 4월 ~ 2014년 6월 : MBC 보도국 취재센터 국제부장
- 2015년 3월 ~ 2015년 11월 : MBC 보도국 편집1센터 뉴스데스크편집부장
- 2015년 11월 ~ 2016년 8월 : MBC 선거기획부장
- 2017년 12월  ~ 2019년 : MBC 뉴미디어뉴스국 마봉춘미디어랩부장
- 2019년 : MBC 논설위원
- 2020년 : MBC 선임기자
- 2020년 8월 ~ 2022년 7월 : 한국방송협회 사무총장
- 2022년 8월 ~ 2023년 2월 : MBC 사장 특보
- MBC 저널리즘책무실 국장
- 2024년 1월 : 제71대 관훈클럽 감사
- MBC 선거방송기획단장
- 2025년 2월 ~ : MBC 공영미디어연구소장

## 진행

### 라디오 프로그램
- MBC 뉴스포커스 (MBC 표준FM) (2018년 12월 31일 ~ 2019년 5월 28일)
- MBC 2시의 취재현장 (MBC 표준FM)